# Stefan Löffler (Radsportler)
Stefan Löffler (* 2. September 1982 in Friedrichshafen) ist ein ehemaliger deutscher Radrennfahrer.

## Karriere
Auf der Bahn gewann Löffler verschiedene Medaillen bei Deutschen und Europameisterschaften, darunter 2006 die Silbermedaille der Derny-Europameisterschaft. Löffler startete auch bei 24 Sechstagerennen. Seine beste Platzierung war ein fünfter Rang im Winter 2005/06 beim Dortmunder Sechstagerennen, gemeinsam mit Andreas Müller.
Auf der Straße gewann er drei Rennen des internationalen Kalenders: 2004 eine Etappe der Tour de Berlin, 2005 war ein Teilstück von Stuttgart–Straßburg und 2008 eine Etappe der Tour of Thailand.

## Erfolge
2002
- Europäische Meisterschaft – Madison (U23)
- Deutsche Meisterschaft – Mannschaftsverfolgung

2003
- Deutsche Meisterschaft – Punktefahren
- Deutsche Meisterschaft – Mannschaftsverfolgung

2004
- Europäische Meisterschaft – Punktefahren (U23)
- eine Etappe Tour de Berlin

2005
- eine Etappe Stuttgart–Straßburg

2006
- Europäische Meisterschaft – Derny

2008
- eine Etappe Tour of Thailand

## Teams
- 2006 Team Sparkasse
- 2007 Team Sparkasse
- 2008 Giant Asia Racing Team